# Косуйєнкинський сільський округ
Косуйє́нкинський сільський округ (каз. Қосүйеңкі ауылдық округі, рос. Коктобинский сельский округ) — адміністративна одиниця у складі Жанакорганського району Кизилординської області Казахстану. Адміністративний центр та єдиний населений пункт — село Косуйєнкі.
Населення — 776 осіб (2021; 940 у 2009, 815 у 1999, 804 у 1989).
Станом на 1989 рік існувала Акуюцька сільська рада (села Берлік, Кзилмакташи, Косієнке, селище Аккум). Пізніше село Кизилмакташи утворило окремий Кираський сільський округ, село Косуйєнкі — окремий Косуйєнкинський сільський округ, село Аккум увійшло до складу Кейденського сільського округу.